# 2004 في التشيك
فيما يلي قوائم الأحداث التي وقعت خلال عام 2004 في التشيك.

## سياسة

### انتهاء فترة المنصب
- 21 نوفمبر – ميريك توبولانيك عضو مجلس الشيوخ في برلمان جمهورية التشيك.

## أفلام
من الأفلام التي صدرت هذه السنة في التشيك:
- 13 أغسطس – المفترس ضد ألين من إخراج بول أندرسون.

### مارس
- 8 مارس – تشستمير باتزيل (مواليد 1914) لاعب كرة قدم تشيكي.

### يوليو
- 7 يوليو – ياروسلاف هيولش (مواليد 1974) متسابق دراجات نارية تشيكي.